# Pristaulacus zonatipennis
Pristaulacus zonatipennis är en stekelart som beskrevs av Per Abraham Roman 1917. Pristaulacus zonatipennis ingår i släktet Pristaulacus och familjen vedlarvsteklar. Inga underarter finns listade i Catalogue of Life.